# ジョセフ・リーソン (第4代ミルタウン伯爵)
第4代ミルタウン伯爵ジョセフ・リーソン（英語: Joseph Leeson, 4th Earl of Milltown KP、1799年2月11日 – 1866年1月31日）は、アイルランド貴族。1800年から1807年までラスバラ子爵の儀礼称号を使用した。

## 生涯
ジョセフ・リーソン（Joseph Leeson、1766年7月17日 – 1800年、第3代ミルタウン伯爵ブライス・リーソンの長男）とエミリー・ダグラス（Emily Douglas、1841年6月15日没、アーチボルド・ダグラスの娘）の息子として、1799年2月11日に生まれた。1807年1月10日に父方の祖父が死去すると、ミルタウン伯爵位を継承した。
1828年7月、バーバラ・メレディス（Barbara Meredyth、1874年2月14日没、第8代準男爵サー・ジョシュア・コールズ・メレディスの娘）と結婚、3男2女をもうけた。
- ジョセフ・ヘンリー（1829年 – 1871年） - 第5代ミルタウン伯爵
- エドワード・ニュージェント（1835年 – 1890年） - 第6代ミルタウン伯爵
- ヘンリー（1837年 – 1891年） - 第7代ミルタウン伯爵
- バーバラ・エミリー・マリア（1919年2月8日没） - 1864年12月8日、グランヴィル・ジョージ・チェットウィンド＝ステイプルトン（Granville George Chetwynd-Stapylton、1823年3月22日 – 1915年4月27日、ヘンリー・リチャード・チェットウィンド＝ステイプルトンの息子）と結婚、子供あり
- セシリア・メアリー（1903年4月13日没） - 1856年7月8日、エドマンド・ヘンリー・タートン（Edmund Henry Turton、1825年4月7日 – 1896年7月30日、連合王国庶民院議員エドマンド・タートンの息子）と結婚、子供あり

1841年3月13日、聖パトリック勲章を授与された。
1866年1月31日、気管支炎で死去、長男ジョセフ・ヘンリーが爵位を継承した。